# Katadesmia kolthoffi
Katadesmia kolthoffi is een tweekleppigensoort uit de familie van de Malletiidae. De wetenschappelijke naam van de soort is voor het eerst geldig gepubliceerd in 1904 door Hägg.